# Wilhelm Gliese
Wilhelm Gliese, född 21 juni 1915 i Goldberg, provinsen Schlesien (nuvarande Złotoryja i Polen), död 12 juni 1993 i Heidelberg, var en tysk astronom, främst känd för den stjärnkatalog över stjärnor i Solens närhet som han upprättade.

## Biografi
Gliese var son till juristen Wilhelm Gliese, domare i Amtsgericht i Goldberg, och hustrun Emilie. Sonens astronomiintresse väcktes av matematikläraren i gymnasiet, och han studerade från 1933 astronomi, matematik och fysik vid Breslaus universitet. Gliese doktorerade för August Kopff vid Berlins universitet 1940, där han även arbetade vid Astronomisches Rechen-Institut (ARI) och gjorde krigstjänst inom ballistikforskning. Han kallades in som värnpliktig till Wehrmacht 1942, tjänstgjorde vid östfronten, och tillfångatogs norr om Poznań under slutfasen av andra världskriget 1945. När han återvände från sovjetisk krigsfångenskap 1949 fick han anställning vid ARI, som nu flyttats av de amerikanska ockupationsmyndigheterna till Heidelberg. Fram till 1954 arbetade han med Astronomisches Jahrbuch, och från 1957 fram till sin pensionering arbetade han med de fjärde och femte fundamentalkatalogerna. 
Gliese är främst känd för stjärnkatalogen Gliese Catalogue of Nearby Stars (CNS), publicerad 1969. Stjärnor tillhörande denna katalog betecknas med katalognamnet Gl (Gliese) eller GJ (Gliese-Jahreiss), följt av ett löpnummer. Astronomen Peter van de Kamp hade uppmanat Gliese att sammanställa en katalog över stjärnor nära Solen och öka gränsen från fem till omkring tjugo parsec, vilken innebar en ökning från omkring 40 katalogiserade objekt till över 1000. Den första versionen kom 1957, medan 1969 års utgåva räckte ut till 22 parsec och innehöll mer än 2000 objekt. Gliese publicerade även två supplement 1979 och 1991, tillsammans med Hartmut Jahreiss.

## Eftermäle
Gliesekatalogen kom att ligga till grund för undersökningar av fördelning, kemisk sammansättning och kinematik för stjärnor med låg massa i Solens närhet. På grund av det, relativt sett, nära avståndet och den låga massan, är dessa stjärnor även mer intressanta inom sökandet efter närbelägna exoplaneter.
Asteroiden 1823 Gliese, upptäckt av Karl Wilhelm Reinmuth i Heidelberg 1951, är uppkallad efter Gliese.